# Walerian Sergejewitsch Sokolow
Walerian Sergejewitsch Sokolow (russisch Валериан Сергеевич Соколов; * 30. August 1946 in Schichabylowo, Urmarskij Rajon, Tschuwaschische ASSR, Russische SFSR) ist ein ehemaliger russisch-sowjetischer Boxer.

## Karriere
Am 26. Oktober 1968 gewann Sokolow nach Siegen über Rafael Anchundia, Ecuador (3:2), Mickey Carter, Großbritannien (KO 2.), Samuel Mbugua, Kenia (5:0), Eiji Morioka, Japan (5:0), und Eridadi Mukwanga, Uganda (TKO 2.), im Bantamgewicht (–54 kg) die Goldmedaille der Olympischen Spiele in Mexiko-Stadt.
1968, 1969, 1971 und 1973 war Sokolow sowjetischer Meister in unterschiedlichen Gewichtsklassen.
Von 2009 bis 2011 war er einer der Nationaltrainer Russlands.

## Auszeichnungen und Ehrungen
Sokolow wurde mit dem Orden Zeichen der Ehre und Orden „Für den Dienst am Vaterland in den Streitkräften der UdSSR“ 3. Klasse ausgezeichnet.
Eine Straße in der Stadt Tscheboxary wurde nach ihm benannt.

## Quelle
- amateur-boxing.strefa.pl